# Primi ministri del Ruanda
I primi ministri del Ruanda dal 1962 (data di indipendenza dal Belgio, nell'ambito del Ruanda-Urundi) ad oggi sono i seguenti.

## Lista
| Primo ministro                                               | Primo ministro | Primo ministro          | Partito                                                          | Elezione   | Mandato         | Mandato        |
| Primo ministro                                               | Primo ministro | Primo ministro          | Partito                                                          | Elezione   | Inizio          | Fine           |
| ------------------------------------------------------------ | -------------- | ----------------------- | ---------------------------------------------------------------- | ---------- | --------------- | -------------- |
| Carica non istituita (dal 1º luglio 1962 al 12 ottobre 1991) |                |                         |                                                                  |            |                 |                |
|                                                              |                | Sylvestre Nsanzimana    | Movimento Repubblicano Nazionale per la Democrazia e lo Sviluppo |            | 12 ottobre 1991 | 2 aprile 1992  |
|                                                              |                | Dismas Nsengiyaremye    | Movimento Democratico Repubblicano                               |            | 2 aprile 1992   | 18 luglio 1993 |
|                                                              |                | Agathe Uwilingiyimana   | Movimento Democratico Repubblicano                               |            | 18 luglio 1993  | 7 aprile 1994  |
|                                                              |                | Jean Kambanda           | Movimento Democratico Repubblicano                               |            | 9 aprile 1994   | 19 luglio 1994 |
|                                                              |                | Faustin Twagiramungu    | Movimento Democratico Repubblicano                               |            | 19 luglio 1994  | 31 agosto 1995 |
|                                                              |                | Pierre-Célestin Rwigema | Movimento Democratico Repubblicano                               |            | 31 agosto 1995  | 8 marzo 2000   |
|                                                              |                | Bernard Makuza          | Movimento Democratico Repubblicano                               | 2003, 2008 | 8 marzo 2000    | 7 ottobre 2011 |
|                                                              |                | Pierre Habumuremyi      | Fronte Patriottico Ruandese                                      | 2013       | 7 ottobre 2011  | 24 luglio 2014 |
|                                                              |                | Anastase Murekezi       | Partito Social Democratico                                       |            | 24 luglio 2014  | 30 agosto 2017 |
|                                                              |                | Edouard Ngirente        | Indipendente                                                     |            | 30 agosto 2017  | in carica      |